# Silvano Ciampi
Silvano Ciampi (Maresca, 22 febbraio 1932 – Pistoia, 22 aprile 2022) è stato un ciclista su strada e dirigente sportivo italiano.
Professionista dal 1957 al 1964, vinse due tappe al Giro d'Italia e diverse classiche italiane.

## Carriera
Ciampi ottenne numerosi successi e piazzamenti nelle classiche italiane. Due le annate migliori: nel 1957, suo anno di esordio, fu primo nel Giro del Piemonte, nel Trofeo Matteotti e nel Gran Premio Industria e Commercio di Prato e secondo nella Coppa Bernocchi; nel 1959 vinse Giro dell'Appenninno, Giro di Romagna e nuovamente il Giro del Piemonte.
Dopo il ritiro fu, dal 1968 al 1970, direttore sportivo per piccole formazioni professionistiche italiane.

## Palmarès
- 1952 (dilettanti)

Firenze-Viareggio
Trofeo Mauro Pizzoli
- 1956 (dilettanti)

Firenze-Viareggio
Gran Premio Industria del Cuoio e delle Pelli
Trofeo Mauro Pizzoli
Coppa Lanciotto Ballerini
- 1957 (Faema, quattro vittorie)

Giro del Piemonte
Trofeo Matteotti
Gran Premio Industria e Commercio di Prato
Coppa Città di Busto Arsizio
- 1958 (Faema, una vittoria)

6ª tappa Giro d'Italia (Mondovì > Chiavari)
- 1959 (Bianchi, tre vittorie)

Giro del Piemonte
Giro di Romagna
Giro dell'Appennino
- 1961 (Philco, tre vittorie)

14ª tappa Giro d'Italia (Ancona > Firenze)
3ª tappa Gran Premio Ciclomotoristico (Ortona > Foggia)
6ª tappa, 1ª semitappa Gran Premio Ciclomotoristico (Salerno > Castellammare di Stabia)
- 1962 (Philco, una vittoria)

Giro di Campania
- 1964 (Springoil, una vittoria)

Gran Premio Città di Empoli

### Altri successi
- 1960 (Philco)

Trofeo Longines (cronosquadre con Guido Carlesi, Emile Daems, Rolf Graf, Alfredo Sabbadin)

## Piazzamenti

### Grandi giri
- Giro d'Italia

1957: ritirato
1958: ritirato (10ª tappa)
1959: 80º
1960: ritirato
1961: ritirato
1962: ritirato
1963: 50º
1964: 54º

### Classiche monumento
- Milano-Sanremo

1957: 70º
1958: 73º
1959: 8º
1961: 85º
1962: 16º
1963: 67º
1964: 12º
- Parigi-Roubaix

1959: 31º
1962: 39º
- Giro di Lombardia

1959: 21º
1960: 9º
1961: 20º
1963: 45º